# Llista de Llocs d'Importància Comunitària de les Illes Balears
Aquesta és una llista dels llocs d'importància comunitària de les Illes Balears, tal com estan catalogats al programa europeu Natura 2000. Els llocs han estat escollits basant-se en estudis científics derivats de la directiva 92/43/CEE de la Unió Europea.p
| Nom                                                             | Codi?     | Fitxes         | Illa               | Coordenades                                          | Superfície (ha)         | Categoria a Commons                                                                     | Imatge                                                              |
| --------------------------------------------------------------- | --------- | -------------- | ------------------ | ---------------------------------------------------- | ----------------------- | --------------------------------------------------------------------------------------- | ------------------------------------------------------------------- |
| Es Trenc - Salobrar de Campos                                   | ES0000037 | Natura2000 EEA | Mallorca           | 39° 21′ 21″ N, 2° 59′ 17″ E / 39.355813°N,2.988061°E | 1442,39                 | Es Trenc - Salobrar de Campos (site of community importance) Es Trenc                   | Es Trenc - Salobrar de Campos · Carregueu una nova foto             |
| Cap de cala Figuera                                             | ES0000074 | Natura2000 EEA | Mallorca           | 39° 27′ 48″ N, 2° 30′ 05″ E / 39.463293°N,2.501258°E | 793,12                  | Cape of Cala Figuera                                                                    | Cap de cala Figuera · Carregueu una nova foto                       |
| Es Vedrà-Es Vedranell                                           | ES0000078 | Natura2000 EEA | Eivissa            | 38° 52′ 12″ N, 1° 12′ 21″ E / 38.870121°N,1.205903°E | 635,73 (86% marítim)    | Es Vedrà                                                                                | Es Vedrà - Es Vedranell · Carregueu una nova foto                   |
| La Victòria                                                     | ES0000079 | Natura2000 EEA | Mallorca           | 39° 52′ 02″ N, 3° 10′ 46″ E / 39.867184°N,3.179377°E | 995,69                  | La Victòria (Alcúdia)                                                                   | La Victòria · Carregueu una nova foto                               |
| Cap Vermell                                                     | ES0000080 | Natura2000 EEA | Mallorca           | 39° 39′ 45″ N, 3° 27′ 14″ E / 39.662576°N,3.453853°E | 77,44                   | Cap Vermell                                                                             | Cap Vermell · Carregueu una nova foto                               |
| Tagomago                                                        | ES0000082 | Natura2000 EEA | Eivissa            | 39° 02′ 19″ N, 1° 38′ 37″ E / 39.038474°N,1.643486°E | 554,24 (88% marítim)    | Tagomago                                                                                | Tagomago · Carregueu una nova foto                                  |
| Arxipèlag de Cabrera                                            | ES0000083 | Natura2000 EEA | Cabrera            | 39° 09′ 32″ N, 2° 56′ 32″ E / 39.158838°N,2.942241°E | 20 531,69 (93% marítim) | Cabrera, Balearic Islands                                                               | Arxipèlag de Cabrera · Carregueu una nova foto                      |
| Ses Salines d'Eivissa i Formentera                              | ES0000084 | Natura2000 EEA | Eivissa-Formentera | 38° 47′ 51″ N, 1° 24′ 51″ E / 38.797476°N,1.414103°E | 16 434,89 (82% marítim) | Natural park of ses Salines                                                             | Ses Salines d'Eivissa i Formentera · Carregueu una nova foto        |
| Mondragó                                                        | ES0000145 | Natura2000 EEA | Mallorca           | 39° 20′ 17″ N, 3° 10′ 33″ E / 39.338194°N,3.175727°E | 780,01                  | Parc natural de Mondragó                                                                | Mondragó · Carregueu una nova foto                                  |
| Sa Dragonera                                                    | ES0000221 | Natura2000 EEA | Sa Dragonera       | 39° 35′ 03″ N, 2° 19′ 32″ E / 39.584207°N,2.325601°E | 1272,17 (77% marítim)   | Dragonera                                                                               | Sa Dragonera · Carregueu una nova foto                              |
| La Trapa (serra de Tramuntana)                                  | ES0000222 | Natura2000 EEA | Mallorca           | 39° 36′ 31″ N, 2° 22′ 39″ E / 39.60849°N,2.377431°E  | 431,44                  | La Trapa                                                                                | La Trapa · Carregueu una nova foto                                  |
| Sa Costera (serra de Tramuntana)                                | ES0000225 | Natura2000 EEA | Mallorca           | 39° 49′ 00″ N, 2° 44′ 12″ E / 39.816555°N,2.73667°E  | 787,58                  | Sa Costera                                                                              | Sa Costera · Carregueu una nova foto                                |
| L'Albufereta                                                    | ES0000226 | Natura2000 EEA | Mallorca           | 39° 51′ 57″ N, 3° 05′ 05″ E / 39.865758°N,3.084672°E | 458,04                  | Albufereta de Pollença                                                                  | L'Albufereta · Carregueu una nova foto                              |
| Muntanyes d'Artà                                                | ES0000227 | Natura2000 EEA | Mallorca           | 39° 45′ 43″ N, 3° 22′ 40″ E / 39.761906°N,3.377787°E | 14 703,38 (38% marítim) | Muntanyes d'Artà (site of community importance) Parc natural de la península de Llevant | Muntanyes d'Artà · Carregueu una nova foto                          |
| Cap de ses Salines                                              | ES0000228 | Natura2000 EEA | Mallorca           | 39° 17′ 31″ N, 3° 03′ 31″ E / 39.292019°N,3.058728°E | 3726,18                 | Cap de ses Salines                                                                      | Cap de ses Salines · Carregueu una nova foto                        |
| Costa Nord de Ciutadella                                        | ES0000229 | Natura2000 EEA | Menorca            | 40° 02′ 58″ N, 3° 50′ 19″ E / 40.049359°N,3.838628°E | 682,9                   | Costa Nord de Ciutadella                                                                | Costa Nord de Ciutadella · Carregueu una nova foto                  |
| Dels Alocs a Fornells                                           | ES0000231 | Natura2000 EEA | Menorca            | 40° 03′ 00″ N, 4° 03′ 28″ E / 40.050062°N,4.057887°E | 2682,0                  | Dels Alocs a Fornells (site of community importance) Cap de Cavalleria Cala Pregonda    | Dels Alocs a Fornells · Carregueu una nova foto                     |
| La Mola i s'Albufera de Fornells                                | ES0000232 | Natura2000 EEA | Menorca            | 40° 02′ 24″ N, 4° 08′ 37″ E / 40.039895°N,4.143551°E | 1516,32                 | La Mola i s'Albufera de Fornells (site of community importance) Salines de Fornells     | La Mola i s'Albufera de Fornells · Carregueu una nova foto          |
| D'Addaia a s'Albufera                                           | ES0000233 | Natura2000 EEA | Menorca            | 39° 59′ 06″ N, 4° 14′ 20″ E / 39.985012°N,4.239013°E | 2809,11 (35% marítim)   | D'Addaia a s'Albufera (site of community importance)                                    | D'Addaia a s'Albufera · Carregueu una nova foto                     |
| S'Albufera des Grau                                             | ES0000234 | Natura2000 EEA | Menorca            | 39° 56′ 55″ N, 4° 15′ 38″ E / 39.948577°N,4.260525°E | 2546,61 (25% marítim)   | Parc Natural de s'Albufera des Grau                                                     | S'Albufera des Grau · Carregueu una nova foto                       |
| De s'Albufera a la Mola                                         | ES0000235 | Natura2000 EEA | Menorca            | 39° 54′ 58″ N, 4° 16′ 28″ E / 39.91611°N,4.274537°E  | 1985,69                 | De s'Albufera a la Mola (site of community importance)                                  | De s'Albufera a la Mola · Carregueu una nova foto                   |
| Illa de l'Aire                                                  | ES0000236 | Natura2000 EEA | Menorca            | 39° 48′ 10″ N, 4° 17′ 25″ E / 39.802665°N,4.290179°E | 30,92                   | Illa de l'Aire                                                                          | Illa de l'Aire · Carregueu una nova foto                            |
| Des Canutells a Llucalari                                       | ES0000237 | Natura2000 EEA | Menorca            | 39° 53′ 55″ N, 4° 08′ 16″ E / 39.898676°N,4.137912°E | 1812,8                  | Des Canutells a Llucalari (site of community importance)                                | Des Canutells a Llucalari · Carregueu una nova foto                 |
| Son Bou i barranc de sa Vall                                    | ES0000238 | Natura2000 EEA | Menorca            | 39° 54′ 09″ N, 4° 04′ 19″ E / 39.902582°N,4.072052°E | 1203,05                 | Son Bou i barranc de sa Vall (site of community importance) Son Bou                     | Son Bou i barranc de sa Vall · Carregueu una nova foto              |
| De Binigaus a cala Mitjana                                      | ES0000239 | Natura2000 EEA | Menorca            | 39° 56′ 44″ N, 3° 58′ 21″ E / 39.945522°N,3.972363°E | 1839,18                 | De Binigaus a cala Mitjana (site of community importance)                               | De Binigaus a cala Mitjana · Carregueu una nova foto                |
| Costa Sud de Ciutadella                                         | ES0000240 | Natura2000 EEA | Menorca            | 39° 56′ 00″ N, 3° 54′ 06″ E / 39.933418°N,3.901743°E | 1124,81                 | Costa Sud de Ciutadella                                                                 | Costa Sud de Ciutadella · Carregueu una nova foto                   |
| Costa dels Amunts                                               | ES0000241 | Natura2000 EEA | Eivissa            | 39° 03′ 43″ N, 1° 21′ 08″ E / 39.061992°N,1.352148°E | 694,67                  | Àrees naturals dels Amunts d'Eivissa                                                    | Costa dels Amunts · Carregueu una nova foto                         |
| Illots de Santa Eulària, Rodona i Canà                          | ES0000242 | Natura2000 EEA | Eivissa            | 38° 59′ 04″ N, 1° 34′ 49″ E / 38.984394°N,1.580246°E | 70,19 (88% marítim)     | Illots de Santa Eulària, Rodona i es Canà (site of community importance)                | Illots de Santa Eulària, Rodona i es Canà · Carregueu una nova foto |
| Badias de Pollença i Alcúdia                                    | ES5310005 | Natura2000 EEA | Mallorca           | 39° 51′ 01″ N, 3° 12′ 53″ E / 39.850366°N,3.214607°E | 30 752,57               | Badia de Pollença Badia d'Alcúdia                                                       | Badies de Pollença i Alcúdia · Carregueu una nova foto              |
| Es Galatzó-s'Esclop (serra de Tramuntana)                       | ES5310008 | Natura2000 EEA | Mallorca           | 39° 38′ 09″ N, 2° 29′ 23″ E / 39.635923°N,2.489621°E | 1423,26                 | Es Galatzó - s'Esclop (site of community importance) Galatzó Mola de l'Esclop           | Es Galatzó - s'Esclop · Carregueu una nova foto                     |
| Es Teix (serra de Tramuntana)                                   | ES5310009 | Natura2000 EEA | Mallorca           | 39° 43′ 42″ N, 2° 39′ 10″ E / 39.728262°N,2.65265°E  | 954,97                  | Teix                                                                                    | Es Teix · Carregueu una nova foto                                   |
| Comuna de Bunyola (serra de Tramuntana)                         | ES5310010 | Natura2000 EEA | Mallorca           | 39° 42′ 29″ N, 2° 43′ 42″ E / 39.708034°N,2.72846°E  | 787,4                   | Comuna de Bunyola                                                                       | Comuna de Bunyola · Carregueu una nova foto                         |
| Puig de Sant Martí                                              | ES5310015 | Natura2000 EEA | Mallorca           | 39° 50′ 01″ N, 3° 05′ 48″ E / 39.833667°N,3.096746°E | 225,86                  | Puig de Sant Martí (Alcúdia)                                                            | Puig de Sant Martí · Carregueu una nova foto                        |
| Illots de Ponent d'Eivissa                                      | ES5310023 | Natura2000 EEA | Eivissa            | 38° 58′ 24″ N, 1° 11′ 35″ E / 38.973204°N,1.193112°E | 2536,95 (93% marítim)   | Nature reserve Illots de Ponent                                                         | Illots de Ponent d'Eivissa · Carregueu una nova foto                |
| La Mola                                                         | ES5310024 | Natura2000 EEA | Formentera         | 38° 39′ 25″ N, 1° 33′ 23″ E / 38.656832°N,1.556355°E | 2181,23 (50% marítim)   | La Mola (site of community importance) La Mola (Formentera)                             | La Mola · Carregueu una nova foto                                   |
| Cap de Barbaria                                                 | ES5310025 | Natura2000 EEA | Formentera         | 38° 39′ 12″ N, 1° 23′ 33″ E / 38.653427°N,1.392455°E | 2476,56 (61% marítim)   | Cap de Barbaria                                                                         | Cap de Barbaria · Carregueu una nova foto                           |
| Fita del Ram (serra de Tramuntana)                              | ES5310026 | Natura2000 EEA | Mallorca           | 39° 38′ 53″ N, 2° 33′ 16″ E / 39.647933°N,2.554556°E | 287,38                  | Fita del Ram                                                                            | Fita des Ram · Carregueu una nova foto                              |
| Cimals de la Serra (serra de Tramuntana)                        | ES5310027 | Natura2000 EEA | Mallorca           | 39° 46′ 32″ N, 2° 50′ 03″ E / 39.775621°N,2.83405°E  | 7252,38                 | Cimals de la Serra                                                                      | Cimals de la Serra · Carregueu una nova foto                        |
| Es Binis (serra de Tramuntana)                                  | ES5310028 | Natura2000 EEA | Mallorca           | 39° 49′ 56″ N, 2° 47′ 15″ E / 39.832274°N,2.787442°E | 27,9                    | Es Binis                                                                                | Carregueu una nova foto                                             |
| Na Borges                                                       | ES5310029 | Natura2000 EEA | Mallorca           | 39° 38′ 16″ N, 3° 12′ 03″ E / 39.637671°N,3.20076°E  | 3994,18                 | Torrent de na Borges                                                                    | Na Borges · Carregueu una nova foto                                 |
| Costa de Llevant                                                | ES5310030 | Natura2000 EEA | Mallorca           | 39° 22′ 38″ N, 3° 14′ 54″ E / 39.377328°N,3.248202°E | 1836,25                 | Costa de Llevant (site of community importance)                                         | Costa de Llevant · Carregueu una nova foto                          |
| Porroig                                                         | ES5310031 | Natura2000 EEA | Eivissa            | 38° 52′ 39″ N, 1° 18′ 12″ E / 38.877541°N,1.303343°E | 113,38                  | Porroig                                                                                 | Porroig · Carregueu una nova foto                                   |
| Cap Llentrisca-Sa Talaia                                        | ES5310032 | Natura2000 EEA | Eivissa            | 38° 53′ 38″ N, 1° 15′ 01″ E / 38.893823°N,1.25015°E  | 3090,68                 | Cap Llentrisca - Sa Talaia (site of community importance)                               | Cap Llentrisca - Sa Talaia · Carregueu una nova foto                |
| Xarraca                                                         | ES5310033 | Natura2000 EEA | Eivissa            | 39° 05′ 42″ N, 1° 28′ 24″ E / 39.095075°N,1.473383°E | 771,34                  | Cala Xarraca                                                                            | Xarraca · Carregueu una nova foto                                   |
| Serra Grossa                                                    | ES5310034 | Natura2000 EEA | Eivissa            | 38° 55′ 23″ N, 1° 22′ 25″ E / 38.923083°N,1.37353°E  | 1175,56                 | Serra Grossa (Eivissa)                                                                  | Serra Grossa · Carregueu una nova foto                              |
| Àrea marina del Nord de Menorca                                 | ES5310035 | Natura2000 EEA | Menorca            | 40° 04′ 36″ N, 4° 02′ 28″ E / 40.076593°N,4.041125°E | 5111,67                 | Àrea marina del Nord de Menorca                                                         | Àrea marina del Nord de Menorca · Carregueu una nova foto           |
| Àrea marina del Sud de Ciutadella                               | ES5310036 | Natura2000 EEA | Menorca            | 39° 55′ 27″ N, 3° 57′ 36″ E / 39.924261°N,3.959872°E | 2234,43                 | Àrea marina del Sud de Ciutadella                                                       | Àrea marina del Sud de Ciutadella · Carregueu una nova foto         |
| Basses de la marina de Llucmajor                                | ES5310037 | Natura2000 EEA | Mallorca           | 39° 23′ 54″ N, 2° 50′ 30″ E / 39.39837°N,2.841569°E  | 49,5                    | Basses de la marina de Llucmajor                                                        | Carregueu una nova foto                                             |
| Cova des Bufador des Solleric                                   | ES5310038 | Natura2000 EEA | Mallorca           | 39° 45′ 06″ N, 2° 47′ 55″ E / 39.75167°N,2.798648°E  | 1,0                     | Cova des Bufador des Solleric                                                           | Carregueu una nova foto                                             |
| Cova de sa Bassa Blanca                                         | ES5310039 | Natura2000 EEA | Mallorca           | 39° 50′ 40″ N, 3° 10′ 54″ E / 39.844504°N,3.181631°E | 1,0                     | Cova de sa Bassa Blanca                                                                 | Carregueu una nova foto                                             |
| Cova de les Maravelles                                          | ES5310040 | Natura2000 EEA | Mallorca           | 39° 45′ 08″ N, 2° 47′ 02″ E / 39.752275°N,2.783939°E | 1,0                     | Cova de les Maravelles                                                                  | Carregueu una nova foto                                             |
| Cova de Canet                                                   | ES5310041 | Natura2000 EEA | Mallorca           | 39° 39′ 17″ N, 2° 37′ 38″ E / 39.65484°N,2.627352°E  | 1,0                     | Cova de Canet                                                                           | Carregueu una nova foto                                             |
| Avenc d'en Corbera                                              | ES5310042 | Natura2000 EEA | Mallorca           | 39° 38′ 53″ N, 2° 37′ 51″ E / 39.648093°N,2.630768°E | 1,0                     | Avenc d'en Corbera                                                                      | Carregueu una nova foto                                             |
| Cova dels Ases                                                  | ES5310043 | Natura2000 EEA | Mallorca           | 39° 26′ 01″ N, 3° 16′ 23″ E / 39.433517°N,3.273165°E | 1,0                     | Cova dels Ases                                                                          | Carregueu una nova foto                                             |
| Cova des Coll                                                   | ES5310044 | Natura2000 EEA | Mallorca           | 39° 25′ 45″ N, 3° 15′ 52″ E / 39.429068°N,3.26455°E  | 1,0                     | Cova des Coll                                                                           | Carregueu una nova foto                                             |
| Cova d'en Passol                                                | ES5310045 | Natura2000 EEA | Mallorca           | 39° 23′ 34″ N, 3° 14′ 53″ E / 39.392702°N,3.247923°E | 1,0                     | Cova d'en Passol                                                                        | Cova d'en Passol · Carregueu una nova foto                          |
| Cova de ses Rates Pinyades                                      | ES5310046 | Natura2000 EEA | Mallorca           | 39° 43′ 44″ N, 2° 57′ 57″ E / 39.728864°N,2.965808°E | 1,0                     | Cova de ses Rates Pinyades                                                              | Carregueu una nova foto                                             |
| Cova des Corral des Porcs                                       | ES5310047 | Natura2000 EEA | Mallorca           | 39° 43′ 25″ N, 2° 51′ 44″ E / 39.723562°N,2.862202°E | 1,0                     | Cova des Corral des Porcs                                                               | Carregueu una nova foto                                             |
| Cova de sa Guitarreta                                           | ES5310048 | Natura2000 EEA | Mallorca           | 39° 24′ 31″ N, 2° 55′ 07″ E / 39.408617°N,2.918694°E | 1,0                     | Cova de sa Guitarreta                                                                   | Carregueu una nova foto                                             |
| Cova des Pas de Vallgornera                                     | ES5310049 | Natura2000 EEA | Mallorca           | 39° 22′ 05″ N, 2° 52′ 27″ E / 39.36803°N,2.874165°E  | 1,0                     | Cova des Pas de Vallgornera                                                             | Cova des Pas de Vallgornera · Carregueu una nova foto               |
| Cova d'en Bessó                                                 | ES5310050 | Natura2000 EEA | Mallorca           | 39° 31′ 33″ N, 3° 19′ 03″ E / 39.525797°N,3.317388°E | 1,0                     | Cova d'en Bessó                                                                         | Carregueu una nova foto                                             |
| Cova de can Bordils                                             | ES5310051 | Natura2000 EEA | Mallorca           | 39° 33′ 33″ N, 3° 21′ 10″ E / 39.559033°N,3.352809°E | 1,0                     | Cova de can Bordils                                                                     | Carregueu una nova foto                                             |
| Cova des Diners                                                 | ES5310052 | Natura2000 EEA | Mallorca           | 39° 34′ 43″ N, 3° 19′ 49″ E / 39.578741°N,3.330204°E | 1,0                     | Cova des Diners                                                                         | Carregueu una nova foto                                             |
| Cova del Dimoni                                                 | ES5310053 | Natura2000 EEA | Mallorca           | 39° 32′ 42″ N, 3° 20′ 59″ E / 39.545076°N,3.349712°E | 1,0                     | Cova del Dimoni                                                                         | Carregueu una nova foto                                             |
| Cova de sa Gleda                                                | ES5310054 | Natura2000 EEA | Mallorca           | 39° 29′ 59″ N, 3° 16′ 36″ E / 39.49959°N,3.276796°E  | 1,0                     | Cova de sa Gleda                                                                        | Entrada de Cova de sa Gleda · Carregueu una nova foto               |
| Cova des Pirata                                                 | ES5310055 | Natura2000 EEA | Mallorca           | 39° 30′ 26″ N, 3° 17′ 58″ E / 39.507283°N,3.299508°E | 1,0                     | Cova des Pirata                                                                         | Cova des Pirata · Carregueu una nova foto                           |
| Cova des Pont                                                   | ES5310056 | Natura2000 EEA | Mallorca           | 39° 30′ 33″ N, 3° 17′ 53″ E / 39.509179°N,3.298004°E | 1,0                     | Cova des Pont                                                                           | Carregueu una nova foto                                             |
| Cova de cal Pesso                                               | ES5310057 | Natura2000 EEA | Mallorca           | 39° 55′ 00″ N, 3° 04′ 35″ E / 39.916663°N,3.076377°E | 1,0                     | Cova de cal Pesso                                                                       | Carregueu una nova foto                                             |
| Cova de can Sion                                                | ES5310058 | Natura2000 EEA | Mallorca           | 39° 50′ 16″ N, 2° 59′ 47″ E / 39.837709°N,2.996491°E | 1,0                     | Cova de can Sion                                                                        | Carregueu una nova foto                                             |
| Cova de Llenaire                                                | ES5310059 | Natura2000 EEA | Mallorca           | 39° 53′ 14″ N, 3° 03′ 45″ E / 39.887336°N,3.062567°E | 1,0                     | Cova de Llenaire                                                                        | Carregueu una nova foto                                             |
| Cova Morella                                                    | ES5310060 | Natura2000 EEA | Mallorca           | 39° 50′ 44″ N, 2° 59′ 06″ E / 39.845547°N,2.985036°E | 1,0                     | Cova Morella                                                                            | Carregueu una nova foto                                             |
| Cova Nova de Son Lluís                                          | ES5310061 | Natura2000 EEA | Mallorca           | 39° 28′ 55″ N, 2° 57′ 59″ E / 39.482075°N,2.966512°E | 1,0                     | Cova Nova de Son Lluís                                                                  | Carregueu una nova foto                                             |
| Es Bufador de Son Berenguer                                     | ES5310062 | Natura2000 EEA | Mallorca           | 39° 41′ 00″ N, 2° 46′ 02″ E / 39.683226°N,2.767246°E | 1,0                     | Es Bufador de Son Berenguer                                                             | Carregueu una nova foto                                             |
| Cova de can Millo o de Coa Negrina                              | ES5310063 | Natura2000 EEA | Mallorca           | 39° 42′ 23″ N, 2° 45′ 03″ E / 39.706437°N,2.750721°E | 1,0                     | Cova de can Millo o de Coa Negrina                                                      | Carregueu una nova foto                                             |
| Avenc de Son Pou                                                | ES5310064 | Natura2000 EEA | Mallorca           | 39° 42′ 53″ N, 2° 45′ 17″ E / 39.714645°N,2.754658°E | 1,0                     | Avenc de Son Pou                                                                        | Avenc de Son Pou · Carregueu una nova foto                          |
| Cova des Drac de cala Santanyí                                  | ES5310065 | Natura2000 EEA | Mallorca           | 39° 19′ 53″ N, 3° 08′ 55″ E / 39.331329°N,3.148508°E | 1,0                     | Cova des Drac de cala Santanyí                                                          | Carregueu una nova foto                                             |
| Cova des Rafal des Porcs                                        | ES5310066 | Natura2000 EEA | Mallorca           | 39° 19′ 39″ N, 3° 05′ 09″ E / 39.327608°N,3.085851°E | 1,0                     | Cova des Rafal des Porcs                                                                | Carregueu una nova foto                                             |
| Cova dels Estudiants                                            | ES5310067 | Natura2000 EEA | Mallorca           | 39° 45′ 33″ N, 2° 42′ 47″ E / 39.759149°N,2.713175°E | 1,0                     | Cova dels Estudiants                                                                    | Carregueu una nova foto                                             |
| Cap Negre                                                       | ES5310068 | Natura2000 EEA | Menorca            | 39° 57′ 00″ N, 3° 49′ 26″ E / 39.949919°N,3.823999°E | 732,62 (74% marítim)    | Cap Negre (Menorca)                                                                     | Carregueu una nova foto                                             |
| Cala d'Algairens                                                | ES5310069 | Natura2000 EEA | Menorca            | 40° 03′ 17″ N, 3° 54′ 45″ E / 40.054789°N,3.912426°E | 141,83                  | Algaiarens                                                                              | Cala d'Algairens · Carregueu una nova foto                          |
| Punta Redona - Arenal d'en Castell                              | ES5310070 | Natura2000 EEA | Menorca            | 40° 02′ 25″ N, 4° 11′ 03″ E / 40.040274°N,4.184033°E | 1004,59                 | Punta Redona - Arenal d'en Castell (site of community importance)                       | Arenal d'en Castell · Carregueu una nova foto                       |
| Cala en Brut                                                    | ES5310071 | Natura2000 EEA | Menorca            | 40° 00′ 21″ N, 4° 12′ 58″ E / 40.005862°N,4.216137°E | 40,1                    | Cala en Brut                                                                            | Cala en Brut · Carregueu una nova foto                              |
| Caleta de Binillautí                                            | ES5310072 | Natura2000 EEA | Menorca            | 39° 55′ 54″ N, 4° 17′ 15″ E / 39.931597°N,4.287503°E | 160,92                  | Caleta de Binillautí                                                                    | Caleta de Binillautí · Carregueu una nova foto                      |
| Àrea marina Punta Prima-Illa de l'Aire                          | ES5310073 | Natura2000 EEA | Menorca            | 39° 47′ 45″ N, 4° 17′ 28″ E / 39.79595°N,4.290992°E  | 1353,49                 | Àrea marina Punta Prima - Illa de l'Aire                                                | Àrea marina Punta Prima - Illa de l'Aire · Carregueu una nova foto  |
| De cala Llucalari a Cales Coves                                 | ES5310074 | Natura2000 EEA | Menorca            | 39° 52′ 16″ N, 4° 06′ 21″ E / 39.871009°N,4.105861°E | 1058,4                  | De cala Llucalari a Cales Coves (site of community importance)                          | De cala Llucalari a Cales Coves · Carregueu una nova foto           |
| Arenal de Son Saura                                             | ES5310075 | Natura2000 EEA | Menorca            | 39° 55′ 08″ N, 3° 51′ 57″ E / 39.918762°N,3.865701°E | 346,4                   | Arenal de Son Saura                                                                     | Arenal de Son Saura · Carregueu una nova foto                       |
| Serrat d'en Salat (serra de Tramuntana)                         | ES5310076 | Natura2000 EEA | Mallorca           | 39° 35′ 31″ N, 2° 21′ 23″ E / 39.591857°N,2.35632°E  | 104,86                  | Serral d'en Salat                                                                       | Carregueu una nova foto                                             |
| Es Rajolí                                                       | ES5310077 | Natura2000 EEA | Mallorca           | 39° 37′ 05″ N, 2° 22′ 51″ E / 39.618061°N,2.380856°E | 110,22                  | Es Rajolí                                                                               | Es Rajolí · Carregueu una nova foto                                 |
| De Cala de Ses Ortigues a cala Estellencs (serra de Tramuntana) | ES5310078 | Natura2000 EEA | Mallorca           | 39° 38′ 28″ N, 2° 27′ 10″ E / 39.641045°N,2.452718°E | 876,06                  | De Cala de Ses Ortigues a cala Estellencs (site of community importance)                | De Cala de Ses Ortigues a cala Estellencs · Carregueu una nova foto |
| Puig de na Bauçà (serra de Tramuntana)                          | ES5310079 | Natura2000 EEA | Mallorca           | 39° 35′ 38″ N, 2° 31′ 14″ E / 39.593839°N,2.520637°E | 1612,71                 | Puig de na Bauçà                                                                        | Carregueu una nova foto                                             |
| Puigpunyent (serra de Tramuntana)                               | ES5310080 | Natura2000 EEA | Mallorca           | 39° 37′ 13″ N, 2° 33′ 15″ E / 39.620347°N,2.554255°E | 566,47                  | Puigpunyent                                                                             | Puigpunyent · Carregueu una nova foto                               |
| Port des Canonge (serra de Tramuntana)                          | ES5310081 | Natura2000 EEA | Mallorca           | 39° 41′ 38″ N, 2° 32′ 32″ E / 39.693761°N,2.54214°E  | 615,93 (26% marítim)    | Port del Canonge                                                                        | Port des Canonge · Carregueu una nova foto                          |
| S'Estaca - Punta de Deià (serra de Tramuntana)                  | ES5310082 | Natura2000 EEA | Mallorca           | 39° 44′ 24″ N, 2° 36′ 26″ E / 39.740007°N,2.607167°E | 1002,18 (77% marítim)   | S'Estaca - Punta de Deià (site of community importance)                                 | S'Estaca - Punta de Deià · Carregueu una nova foto                  |
| Es Boixos (serra de Tramuntana)                                 | ES5310083 | Natura2000 EEA | Mallorca           | 39° 44′ 59″ N, 2° 41′ 11″ E / 39.749647°N,2.68651°E  | 656,58                  | Es Boixos (site of community importance)                                                | Es Boixos · Carregueu una nova foto                                 |
| Torre Picada (serra de Tramuntana)                              | ES5310084 | Natura2000 EEA | Mallorca           | 39° 48′ 44″ N, 2° 42′ 42″ E / 39.812252°N,2.711799°E | 122,78                  | Torre Picada (site of community importance)                                             | Torre Picada · Carregueu una nova foto                              |
| Moncaire (serra de Tramuntana)                                  | ES5310085 | Natura2000 EEA | Mallorca           | 39° 48′ 41″ N, 2° 45′ 41″ E / 39.811517°N,2.761524°E | 248,73                  | Muntanya de Montcaire                                                                   | Moncaire · Carregueu una nova foto                                  |
| Monnàber (serra de Tramuntana)                                  | ES5310086 | Natura2000 EEA | Mallorca           | 39° 47′ 58″ N, 2° 46′ 02″ E / 39.799456°N,2.767221°E | 10,35                   | Monnàber                                                                                | Carregueu una nova foto                                             |
| Bàlitx (serra de Tramuntana)                                    | ES5310087 | Natura2000 EEA | Mallorca           | 39° 50′ 09″ N, 2° 46′ 25″ E / 39.835924°N,2.773692°E | 331,24                  | Puig de Bàlitx                                                                          | Bàlitx · Carregueu una nova foto                                    |
| Gorg Blau (serra de Tramuntana)                                 | ES5310088 | Natura2000 EEA | Mallorca           | 39° 48′ 31″ N, 2° 49′ 45″ E / 39.808671°N,2.829139°E | 165,23                  | Gorg Blau                                                                               | Gorg Blau · Carregueu una nova foto                                 |
| Biniarroi (serra de Tramuntana)                                 | ES5310089 | Natura2000 EEA | Mallorca           | 39° 46′ 08″ N, 2° 50′ 17″ E / 39.768892°N,2.838033°E | 536,26                  | Biniarroi                                                                               | Carregueu una nova foto                                             |
| Puig d'Alaró - Puig de s'Alcadena (serra de Tramuntana)         | ES5310090 | Natura2000 EEA | Mallorca           | 39° 44′ 45″ N, 2° 48′ 28″ E / 39.745713°N,2.807913°E | 385,26                  | Puig d'Alaró Puig d'Alcadena                                                            | Puig d'Alaró - Puig de s'Alcadena · Carregueu una nova foto         |
| Mossa (serra de Tramuntana)                                     | ES5310091 | Natura2000 EEA | Mallorca           | 39° 50′ 57″ N, 2° 53′ 46″ E / 39.849201°N,2.896033°E | 430,28                  | Mossa                                                                                   | Carregueu una nova foto                                             |
| Muntanyes de Pollença (serra de Tramuntana)                     | ES5310092 | Natura2000 EEA | Mallorca           | 39° 50′ 34″ N, 2° 58′ 39″ E / 39.842703°N,2.977366°E | 2967,71                 | Muntanyes de Pollença (site of community importance)                                    | Muntanyes de Pollença · Carregueu una nova foto                     |
| Formentor (serra de Tramuntana)                                 | ES5310093 | Natura2000 EEA | Mallorca           | 39° 56′ 12″ N, 3° 08′ 58″ E / 39.936548°N,3.149334°E | 255,75                  | Formentor                                                                               | Formentor · Carregueu una nova foto                                 |
| Cala Figuera                                                    | ES5310094 | Natura2000 EEA | Mallorca           | 39° 57′ 23″ N, 3° 11′ 02″ E / 39.95645°N,3.183984°E  | 65,95                   | Cala Figuera (Pollença)                                                                 | Cala Figuera · Carregueu una nova foto                              |
| Can Picafort                                                    | ES5310095 | Natura2000 EEA | Mallorca           | 39° 45′ 20″ N, 3° 10′ 51″ E / 39.755458°N,3.180903°E | 45,26                   | Son Real                                                                                | Can Picafort · Carregueu una nova foto                              |
| Punta de n'Amer                                                 | ES5310096 | Natura2000 EEA | Mallorca           | 39° 34′ 52″ N, 3° 24′ 07″ E / 39.581245°N,3.402053°E | 526,54 (60% marítim)    | Punta de n'Amer                                                                         | Punta de n'Amer · Carregueu una nova foto                           |
| Àrea marina Costa de Llevant                                    | ES5310097 | Natura2000 EEA | Mallorca           | 39° 29′ 06″ N, 3° 19′ 04″ E / 39.485039°N,3.317715°E | 1998,93                 | Costa de Llevant (site of community importance)                                         | Àrea marina Costa de Llevant · Carregueu una nova foto              |
| Cales de Manacor                                                | ES5310098 | Natura2000 EEA | Mallorca           | 39° 28′ 54″ N, 3° 17′ 30″ E / 39.481708°N,3.291635°E | 587,88                  | Cales de Manacor (site of community importance)                                         | Cales de Manacor · Carregueu una nova foto                          |
| Portocolom                                                      | ES5310099 | Natura2000 EEA | Mallorca           | 39° 25′ 19″ N, 3° 15′ 59″ E / 39.42206°N,3.266451°E  | 75,71                   | Badia de Portocolom                                                                     | Portocolom · Carregueu una nova foto                                |
| Punta des Ras                                                   | ES5310100 | Natura2000 EEA | Mallorca           | 39° 23′ 43″ N, 3° 15′ 13″ E / 39.39541°N,3.253559°E  | 13,09                   | Punta des Ras                                                                           | Punta des Ras · Carregueu una nova foto                             |
| Randa                                                           | ES5310101 | Natura2000 EEA | Mallorca           | 39° 32′ 00″ N, 2° 56′ 42″ E / 39.533465°N,2.944874°E | 1175,79                 | Puig de Randa                                                                           | Randa · Carregueu una nova foto                                     |
| Xorrigo                                                         | ES5310102 | Natura2000 EEA | Mallorca           | 39° 35′ 28″ N, 2° 49′ 21″ E / 39.590997°N,2.822442°E | 886,06                  | Xorrigo                                                                                 | Xorrigo · Carregueu una nova foto                                   |
| Àrea marina Cap de cala Figuera                                 | ES5310103 | Natura2000 EEA | Mallorca           | 39° 28′ 01″ N, 2° 31′ 43″ E / 39.466915°N,2.528565°E | 128,58                  | Cape of Cala Figuera                                                                    | Carregueu una nova foto                                             |
| Costa de l'Oest d'Eivissa                                       | ES5310104 | Natura2000 EEA | Eivissa            | 38° 52′ 31″ N, 1° 13′ 29″ E / 38.875332°N,1.224653°E | 1272,71                 | Costa de l'Oest d'Eivissa                                                               | Costa de l'Oest d'Eivissa · Carregueu una nova foto                 |
| Es Amunts d'Eivissa                                             | ES5310105 | Natura2000 EEA | Eivissa            | 39° 03′ 11″ N, 1° 21′ 57″ E / 39.053073°N,1.365705°E | 1463,8 (10% marítim)    | Àrees naturals dels Amunts d'Eivissa                                                    | Es Amunts d'Eivissa · Carregueu una nova foto                       |
| Àrea marina de ses Margalides                                   | ES5310106 | Natura2000 EEA | Eivissa            | 39° 03′ 01″ N, 1° 19′ 12″ E / 39.050372°N,1.320025°E | 98,82                   | Ses Margalides                                                                          | Ses Margalidesa · Carregueu una nova foto                           |
| Àrea marina de Tagomago                                         | ES5310107 | Natura2000 EEA | Eivissa            | 39° 01′ 31″ N, 1° 37′ 38″ E / 39.025299°N,1.62729°E  | 745,29                  | Tagomago                                                                                | Àrea marina de Tagomago · Carregueu una nova foto                   |
| Àrea marina de cala Saona                                       | ES5310109 | Natura2000 EEA | Formentera         | 38° 42′ 22″ N, 1° 22′ 48″ E / 38.706117°N,1.37989°E  | 442,15                  | Cala Saona                                                                              | Àrea marina de cala Saona · Carregueu una nova foto                 |
| Àrea marina Platja de Tramuntana                                | ES5310110 | Natura2000 EEA | Formentera         | 38° 41′ 54″ N, 1° 30′ 22″ E / 38.698466°N,1.506248°E | 1407,64                 | Àrea marina Platja de Tramuntana Ses Platgetes                                          | Àrea marina Platja de Tramuntana · Carregueu una nova foto          |
| Àrea marina Platja de Migjorn                                   | ES5310111 | Natura2000 EEA | Formentera         | 38° 39′ 25″ N, 1° 30′ 53″ E / 38.656992°N,1.514717°E | 2010,49                 | Platja de Migjorn                                                                       | Àrea marina Platja de Migjorn · Carregueu una nova foto             |
| Nord de San Joan                                                | ES5310112 | Natura2000 EEA | Eivissa            | 39° 05′ 22″ N, 1° 33′ 41″ E / 39.089554°N,1.561428°E | 1928,04 (24% marítim)   | Nord de Sant Joan (site of community importance)                                        | Nord de Sant Joan · Carregueu una nova foto                         |
| La Vall                                                         | ES5310113 | Natura2000 EEA | Menorca            | 40° 02′ 06″ N, 3° 56′ 19″ E / 40.035082°N,3.938584°E | 3119,16                 | La Vall (Menorca)                                                                       | La Vall · Carregueu una nova foto                                   |
| Binigafull                                                      | ES5310114 | Natura2000 EEA | Menorca            | 40° 01′ 53″ N, 3° 53′ 34″ E / 40.031309°N,3.892713°E | 2,7                     | Binigafull                                                                              | Carregueu una nova foto                                             |
| Es Molinet                                                      | ES5310115 | Natura2000 EEA | Menorca            | 40° 00′ 18″ N, 4° 10′ 43″ E / 40.005049°N,4.178721°E | 9,0                     | Es Molinet                                                                              | Carregueu una nova foto                                             |
| Biniatrum                                                       | ES5310116 | Natura2000 EEA | Menorca            | 39° 59′ 14″ N, 4° 00′ 15″ E / 39.987322°N,4.004033°E | 1,1                     | Biniatrum                                                                               | Carregueu una nova foto                                             |
| Ses Pallisses                                                   | ES5310117 | Natura2000 EEA | Menorca            | 39° 59′ 56″ N, 3° 59′ 52″ E / 39.999025°N,3.997822°E | 2,5                     | Ses Pallisses                                                                           | Carregueu una nova foto                                             |
| Torre Llafuda                                                   | ES5310118 | Natura2000 EEA | Menorca            | 39° 59′ 42″ N, 3° 55′ 38″ E / 39.994929°N,3.927179°E | 96,5                    | Torre Llafuda                                                                           | Carregueu una nova foto                                             |
| Penyes d'Egipte                                                 | ES5310119 | Natura2000 EEA | Menorca            | 39° 57′ 10″ N, 4° 12′ 02″ E / 39.952684°N,4.200543°E | 44,3                    | Penyes d'Egipte                                                                         | Penyes d'Egipte · Carregueu una nova foto                           |
| Es Clot des Guix                                                | ES5310120 | Natura2000 EEA | Menorca            | 39° 57′ 51″ N, 4° 11′ 08″ E / 39.964165°N,4.185531°E | 89,0                    | Es Clot des Guix                                                                        | Carregueu una nova foto                                             |
| Binigurdó                                                       | ES5310121 | Natura2000 EEA | Menorca            | 40° 00′ 14″ N, 4° 06′ 39″ E / 40.003869°N,4.110898°E | 15,0                    | Binigurdó                                                                               | Carregueu una nova foto                                             |
| Mal Lloc                                                        | ES5310122 | Natura2000 EEA | Menorca            | 39° 59′ 56″ N, 3° 56′ 44″ E / 39.998755°N,3.945632°E | 16,2                    | Mal Lloc                                                                                | Carregueu una nova foto                                             |
| Bassa de Formentera                                             | ES5310123 | Natura2000 EEA | Formentera         | 38° 41′ 52″ N, 1° 26′ 45″ E / 38.697779°N,1.445914°E | 5,6                     | Bassa de Formentera                                                                     | Carregueu una nova foto                                             |
| Bassa de Sant Francesc                                          | ES5310124 | Natura2000 EEA | Formentera         | 38° 42′ 24″ N, 1° 26′ 23″ E / 38.706611°N,1.439754°E | 0,4                     | Bassa de Sant Francesc                                                                  | Carregueu una nova foto                                             |
| Albufera de Mallorca                                            | ES5310125 | Natura2000 EEA | Mallorca           | 39° 47′ 25″ N, 3° 05′ 41″ E / 39.790165°N,3.094614°E | 2135,12                 | S'Albufera de Mallorca                                                                  | Albufera de Mallorca · Carregueu una nova foto                      |
| Puig Malet i Santa Eularieta                                    | ES5310126 | Natura2000 EEA | Menorca            | 39° 57′ 39″ N, 4° 06′ 50″ E / 39.96079°N,4.1139°E    | 35,88                   | Puig Malet i Santa Eularieta                                                            | Carregueu una nova foto                                             |
| Costa Brava de Tramuntana (serra de Tramuntana)                 | ES5310127 | Natura2000 EEA | Mallorca           | 39° 54′ 38″ N, 2° 59′ 45″ E / 39.910437°N,2.995833°E | 8380,23                 | Costa Brava de Tramuntana                                                               | Costa Brava de Tramuntana · Carregueu una nova foto                 |
| Cap Enderrocat i cap Blanc                                      | ES5310128 | Natura2000 EEA | Mallorca           | 39° 22′ 35″ N, 2° 48′ 15″ E / 39.376494°N,2.804059°E | 7079,88                 | Cap Enderrocat i cap Blanc (site of community importance) Cap Enderrocat Cap Blanc      | Cap Enderrocat i cap Blanc · Carregueu una nova foto                |